# سووارته سودارماجی
سووارته سودارماجی (الگو:Lang-in; ۶ دسامبر ۱۹۱۵ – ۱۹۷۹) بازیکن فوتبال اهل اندونزی بود.
وی همچنین در تیم ملی فوتبال هند شرقی هلند بازی کرده‌است.